# Кривокіський лиман
 Кривокі́ський лима́н  — орнітологічний заказник місцевого значення. Розташований у Новоазовському районі Донецької області біля смт Сєдове (Крива Коса). Статус заказника присвоєно рішенням облвиконкому № 155 від 11 березня 1981 року., № 319 від 16 вересня 1988 року. Площа — 468,7 га. Являє собою мілководний лиман, який є місцем гніздування водно-болотяних птахів, у тому числі рідкісних — кулик-довгоног.
Кривокіський лиман входить до складу регіонального ландшафтного парку «Меотида».
У 2010 р. увійшов до складу Національний природний парк «Меотида»